# Chicomba
Chicomba è un municipio dell'Angola appartenente alla provincia di Huíla. Ha 111.298 abitanti (stima del 2006).